# Паркер, Пола Джей
По́ла Джей Па́ркер (англ. Paula Jai Parker; 19 августа 1969, Кливленд, Огайо) — американская актриса и комедиантка, наиболее известная благодаря ролям второго плана в фильмах «Пятница» (1995), «Пьяный» (1997), «Почему дураки влюбляются» (1998), «Телефонная будка» (2002), «Суета и движение» (2005) и «Моя жизнь в Айдлвайлде» (2006).

## Ранние годы
Паркер родилась в Кливленде, штат Огайо, но в 1987 году она переехала в Вашингтон (округ Колумбия) для обучения в Говардском университете. Окончив этот университет и получив степень в области искусства, она переехала в Нью-Йорк, где она начала выступать в качестве комедиантки в местных клубах.

## Карьера
Паркер дебютировала на экране в 1992 году, став участницей комедийного шоу «Час юмора Эполло». В 1994 году Паркер сыграла главную роль в телефильме «Космический отстой», за которую в следующем году она получила премию CableACE Award. В следующем году она дебютировала на большом экране в комедии Ф. Гэри Грея «Пятница». В 1995—1996 годах она также снималась на регулярной основе в ситкоме The WB «Братья Уэйэнсы». После она снялась в недолго просуществовавших сериалах The Weird Al Show (CBS, 1997) и Snoops (ABC, 1999). 
В 1990-х Паркер имела роли второго плана в ряде кинофильмов, включая «Истории из морга» (1995), «Садись в автобус» (1996) Спайка Ли, соведущую роль в «Пьяный» (1997) с Тишей Кэмпбелл, провальный ром-ком Джады Пинкетт Смит «Ву» (1998), и байопик о Фрэнки Лаймоне «Почему дураки влюбляются» (1998). В начале 2000-х она появилась в «Тридцатилетние» (2001), «Особо тяжкие преступления» (2002), «Телефонная будка» (2002) и «Молодые папаши» (2003). В 2004 году она появилась в «Она ненавидит меня» (2004) и играла Рут Браун в «Рэй» (2004). В следующем году она сыграла свою самую успешную роль — грубой проститутки в «Суета и движение» с Терренсом Ховардом. После они вместе снялись в «Моя жизнь в Айдлвайлде» (2006).
Начиная со второй половины 2000-х Паркер появлялась лишь в низкопрофильных фильмах. На телевидении, она появилась в «C.S.I.: Место преступления», «Меня зовут Эрл» и «Менталист». Также у неё были второстепенные роли в «Настоящая кровь» и «Путь к выздоровлению».

## Личная жизнь
С 2004 года Паркер замужем за Форрестом Мартином. У супругов есть сын — Уандефул Ванглориус Джексон Н’Крума Мартин (род. 2009).

## Избранная фильмография
| Год       |   | Русское название | Оригинальное название | Роль  |
| --------- | - | ---------------- | --------------------- | ----- |
| 2013—2014 | с | Настоящая кровь  | True Blood            | Карен |